# Lars Sørensen (politiker)
 For alternative betydninger, se Lars Sørensen (flertydig). (Se også artikler, som begynder med Lars Sørensen)
Lars Sørensen (født 1959) er en Grønlandsk politiker.
Han repræsenterer partiet Inuit Ataqatigiit, og har været medlem af Grønlands Landsting siden 1995. Han er pr. 2007 borgmester i Paamiut Kommune, en stilling han har haft siden 1997.
Han har tidligere været modstander af Grønlands udenrigspolitik, men er i dag udenrigspolitiker.